# Comuna Suceveni, Galați
Suceveni este o comună în județul Galați, Moldova, România, formată din satele Rogojeni și Suceveni (reședința).
Conform recensământului din 2011, comuna Suceveni are o populație de 1819 locuitori.

## Demografie
Componența etnică a comunei Suceveni
     Români (92,09%)
     Alte etnii (0%)
     Necunoscută (7,91%)
Componența confesională a comunei Suceveni
     Ortodocși (90,41%)
     Alte religii (1,54%)
     Necunoscută (8,05%)
Conform recensământului efectuat în 2021, populația comunei Suceveni se ridică la 1.491 de locuitori, în scădere față de recensământul anterior din 2011, când fuseseră înregistrați 1.819 locuitori. Majoritatea locuitorilor sunt români (92,09%), iar pentru 7,91% nu se cunoaște apartenența etnică. Din punct de vedere confesional, majoritatea locuitorilor sunt ortodocși (90,41%), iar pentru 8,05% nu se cunoaște apartenența confesională.

## Politică și administrație
Comuna Suceveni este administrată de un primar și un consiliu local compus din 9 consilieri. Primarul, Marian Mitrofan[*], de la Partidul Social Democrat, este în funcție din 2016. Începând cu alegerile locale din 2024, consiliul local are următoarea componență pe partide politice:
|  | Partid                    | Consilieri | Componența Consiliului | Componența Consiliului | Componența Consiliului | Componența Consiliului | Componența Consiliului | Componența Consiliului |
|  | ------------------------- | ---------- | ---------------------- | ---------------------- | ---------------------- | ---------------------- | ---------------------- | ---------------------- |
|  | Partidul Social Democrat  | 6          |                        |                        |                        |                        |                        |                        |
|  | Partidul Național Liberal | 2          |                        |                        |                        |                        |                        |                        |
|  | Alianța Dreapta Unită     | 1          |                        |                        |                        |                        |                        |                        |